# باولو ساماركو
باولو ساماركو (بالإيطالية: Paolo Sammarco)‏ (مواليد 17 مارس 1983 في كومو - إيطاليا) لاعب كرة قدم إيطالي يلعب حاليا لصالح نادي الدرجة الأولى أودينيزي الإيطالي منذ 2009 معارا من نادي سامبدوريا الإيطالي في مركز الوسط المحوري .

## روابط خارجية
- باولو ساماركو على موقع قاعدة بيانات كرة القدم.إي يو (الإنجليزية)
- باولو ساماركو على موقع Soccerway.com (الإنجليزية)
- باولو ساماركو على موقع عالم كرة القدم.نت (الإنجليزية)
- باولو ساماركو على موقع كووورة
- باولو ساماركو على موقع AS.com (الإسبانية)